# Tinea margaritis
Tinea margaritis is een vlinder uit de familie van de echte motten (Tineidae). De wetenschappelijke naam van de soort werd in 1914 gepubliceerd door Edward Meyrick.